# Frederick Remann
Frederick Remann (* 10. Mai 1847 in Vandalia, Illinois; † 14. Juni 1895 ebenda) war ein US-amerikanischer Politiker. Im Jahr 1895 vertrat er den Bundesstaat Illinois im US-Repräsentantenhaus.

## Leben
Frederick Remann besuchte die öffentlichen Schulen seiner Heimat und danach die Mifflin Academy in Pennsylvania sowie das Iron City Business College in Pittsburgh. Während des Bürgerkrieges diente er zeitweise als Korporal in einer Infanterieeinheit aus Illinois. In den Jahren 1866 und 1867 setzte er seine Ausbildung an der Mifflin Academy fort. 1868 absolvierte er das Illinois College in Jacksonville. Danach kehrte er nach Vandalia zurück, wo er im Handel arbeitete. Gleichzeitig schlug er als Mitglied der Republikanischen Partei eine politische Laufbahn ein.
Remann wurde Mitglied im Gemeinderat von Vandalia und im Bezirksrat des Fayette County. Außerdem war er Delegierter auf mehreren regionalen Parteitagen der Republikaner in Illinois. In den Jahren 1877 und 1878 saß er als Abgeordneter im Repräsentantenhaus von Illinois. Bei den Kongresswahlen des Jahres 1894 wurde er im 18. Wahlbezirk seines Staates in das US-Repräsentantenhaus in Washington, D.C. gewählt, wo er am 4. März 1895 die Nachfolge von William St. John Forman antrat. Er konnte dieses Mandat aber praktisch nicht ausüben, da er noch vor der konstituierenden Sitzung des Kongresses starb.